# SU-8 (polymère)

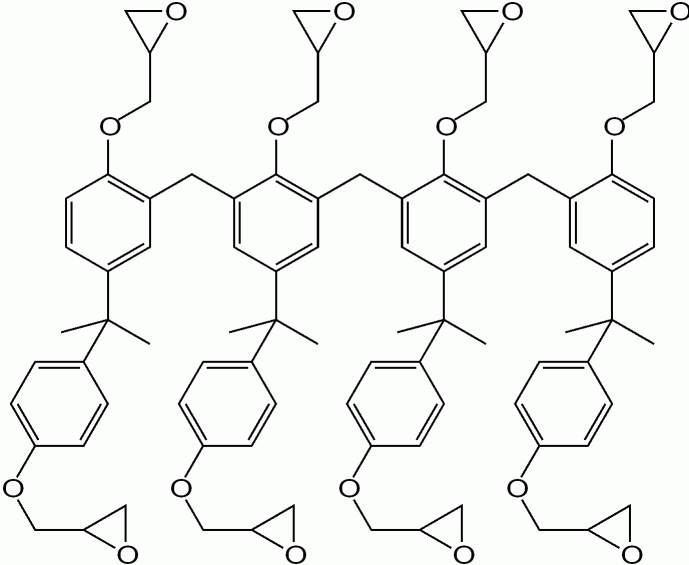
Molécule de SU-8

Le SU-8 est une résine photosensible négative couramment utilisée dans la fabrication de micro-systèmes. Il s'agit d'un polymère très visqueux qui peut être tourné ou étalé sur une épaisseur allant de 1 micromètre à 2 millimètres. Elle peut aussi être utilisée pour réaliser des motifs de structures à rapport d'aspect élevé (> 20) par photolithographie. Son pic d'absorption maximale se situe dans l'ultraviolet, pour une longueur d'onde de 365 nm. Lorsqu'elle est exposée, les longues chaînes moléculaires de la résine SU-8 réticulent ce qui solidifie le matériau.
Le SU-8 est principalement utilisé dans la fabrication de composants microfluidiques ou de MEMS. Il s'agit également de l'un des matériaux les plus bio-compatibles  , ce qui explique pourquoi il est souvent utilisé dans les bio-MEMS.

## Composition
La résine SU-8 est composée de résine époxyde, de carbonate de propylène, de l'amorceur triaryl-sulfonium et d'un solvant organique (cyclopentanone ou gamma-butyrolactone, selon la formulation),.
Il existe différentes séries de résines SU-8:
- Les séries SU-8 2000 sont composées du solvant cyclopentanone et peuvent être utilisées pour créer des films d'épaisseur entre 0.5 et 100 µm[5].
- Les séries SU-8 3000 sont également composées du solvant cyclopentanone et permettent d'obtenir des films plus fins d'épaisseur entre 2 et 75 µm[6].

## Utilisation
L'utilisation de la résine SU-8  est similaire à celle des autres résines photosensibles négatives, avec une attention à porter sur les temps de recuit. Les temps de recuit vont dépendre de l'épaisseur de la couche de SU-8 déposée; plus la couche sera épaisse, plus le temps de recuit sera long. La température durant le recuit est contrôlée de façon à réduire les contraintes au sein de la couche de SU-8, pouvant conduire à des craquelures, lors de l'évaporation du solvant.
Le recuit avant insolation, réalisé après dépôt sur plaquette, est l'étape la plus importante dans la formation de contraintes. Cette étape permet d'évaporer le solvant de la résine et de solidifier la couche. Afin de réduire les contraintes au sein de la couche de résine, le recuit est généralement réalisé en deux étapes, commençant à 65 °C pendant un certain temps, avant d'augmenter à 95 °C pendant un certain temps, déterminé en fonction de l'épaisseur de la résine. Puis la température est doucement diminuée jusqu'à température ambiante.
La SU-8 peut ensuite être exposée, au travers d'un masque optique avec un motif inversé, la résine étant négative. Le temps d'exposition à la source UV dépend de l'épaisseur de la résine, de la dose d'exposition et du type de substrat. Après exposition, la résine doit subir un autre recuit afin de compléter sa polymérisation. Cette étape de recuit n'est pas aussi critique que la première mais doit être lente et contrôlée (à nouveau 65 °C et 95 °C à des temps dépendant de l'épaisseur). La résine est ensuite prête pour l'étape de développement.
Lors du développement dans un solvant de révélation spécifique, les motifs de résine resteront tandis que les motifs non insolées disparaîtront. Le temps de développement dépend de l'épaisseur de la couche de résine déposée.
Après développement, une structure hautement polymérisée et très stable face aux produits chimiques et aux radiations est obtenue.